# Anacamptodes emida
Anacamptodes emida là một loài bướm đêm trong họ Geometridae.